# James Steuart

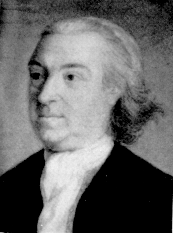
James Steuart

James Steuart (Edinburgh, 21 oktober 1712 of 1713 – aldaar, 26 november 1780), vanaf 1773 Sir James Steuart Denham, derde of vierde baronet, was een Schotse econoom die geldt als de belangrijkste Angelsaksische vertegenwoordiger van het mercantilisme, maar ook wel als een van de eerste klassieke economen wordt gezien.
Steuarts Inquiry into the Principles of Political Economy (1767) was het eerste systematische werk over economie in de Engelse taal. Het zette onder andere een theorie van winst uiteen, die volgens Steuart voortkwam uit zowel de productie ('positieve winst') als de handel ('relatieve winst'). Het idee van marktevenwicht was ook al in het werk aanwezig; in tegenstelling tot de latere liberale economen meende Steuart dat overheidsingrijpen nodig was om dit evenwicht tot stand te brengen.
Steuarts boek werd overschaduwd door Adam Smiths The Wealth of Nations, dat negen jaar later verscheen. Hoewel Smiths werk voor een groot deel een polemiek was tegen Steuart, citeerde Smith hem opzettelijk niet, zodat hij in eigen land een 'vergeten' denker is geworden. In het Duitse taalgebied werd zijn werk positiever beoordeeld door Hegel, Marx, de historische school en Joseph Schumpeter. Die laatste weet Steuarts gebrek aan succes aan zijn droge schrijfstijl (vergeleken met de toegankelijke stijl van Smith), terwijl Steuart volgens Schumpeter dikwijls diepere inzichten aan de dag legde dan Smith.